# Basílica de Nostra Senyora del Rosari (Lorda)
La Basílica de Nostra Senyora del Rosari és la segona en antiguitat de les tres basíliques del Santuari de Lorda, el centre de peregrinació més important dels Alts Pirineus i de França després de les Aparicions de Lorda.
Consagrada l'any 1901, se l'anomena «basílica inferior» per distingir-la de les basíliques designades, respectivament, «superior» (la basílica de la Immaculada Concepció) i «subterrània» (la basílica de Sant Pius X), les tres parts del complex dels santuaris de Lorda, que a més inclou l'església de Santa Bernadette, l'última dels seus llocs de culte i moltes capelles. Cal assenyalar, a més, que Lorda també té una església parroquial, l'església del Sagrat Cor, la construcció va ser iniciada pel Pare Dominique Peyramale, capellà de Lorda en el moment de les aparicions de la Verge Maria a Bernadette Soubirous.
| |
| Vista aèria del Santuari de Lorda 1. Gruta de Massavielha 2. Basílica de la Inmaculada Concepció 3. Basílica de Nostra Senyora del Rosari 4. Basílica de Sant Pius X 5. Església de Santa Bernadeta 6. Recepció Notre-Dame 7. Recepció Marie St-Frai 8. Aldea juvenil |

Per davant i per sota de la primera basílica, la Basílica del Rosari va ser construïda entre 1883 i 1889 sobre els plans de Leopold Hardy i consagrada el 1901 per fer front a la manca d'espai en aquesta darrera, donat el creixent nombre de pelegrins. No obstant això, va demostrar ser inadequada, i cinquanta anys més tard les autoritats eclesiàstiques van decidir construir la gran basílica subterrània de Sant Pius X a l'esplanada del Roser.
La basílica té a l'oest de l'esplanada del Roser, que comença a la porta de Sant Miquel en l'obertura del pont sobre el riu Gave. És el lloc natural de la convergència de les processons. A diferència del que es fa més habitualment, les dues basíliques tenen les seves façanes orientades cap a l'est, és a dir cap a la ciutat i el castell, orientació dictada per la forma del terreny.

## Història
La primera basílica ben aviat va resultar massa petita per al nombre de pelegrins que anaven a Lorda; d'altra banda, l'edifici construït per sobre de la roca de la gruta de Massavielha no era fàcil accés. Per aquesta raó, el nou bisbe de Tarba, Benoît Langénieux ràpidament es va adonar de la necessitat de construir un nou lloc de culte: aviat abandonà Lorda per convertir-se en arquebisbe de Reims, es va presentar un projecte en aquest sentit al Papa Pius IX al febrer de 1875. Aquest va ser el superior dels capellans de Lourdes, el pare Rémi Sempé, qui es va fer càrrec de la seva realització. Els primers fons provenien de les subscripcions recollides per la «Manifestació de fe i esperança» de 1872. La construcció va poder continuar amb l'arribada de les donacions de tot el món catòlic.
Després d'un extens treball de preparació del terreny, la primera pedra del nou edifici, dedicat a la Mare de Déu del Roser va ser beneïda el 16 de juliol de 1883, vint-i-cinquè aniversari de la darrera aparició de la Mare de Déu a Bernadette – car en totes les seves 18 participacions, la Mare de Déu sempre tenia un rosari a les mans. Els treballs principals es van completar el 1889, i l'església va ser beneïda el 7 de juliol d'enguany.
La decoració, tant interior i exterior, quedava per fer: havia d'il·lustrar els misteris del Rosari, i per fer això, l'arquitecte havia previst originalment grups escultòrics, motiu pel qual es van obrir les obertures fins al sostre. Va ser finalment grans panells de mosaics que es van fer a partir de 1894 pel famós mosaista franco-italià Giandomenico Facchina, seguint les il·lustracions de diferents pintors; i la sèrie no es va completar fins a 1907. L'òrgan construït per Aristide Cavaillé-Coll data de 1897.
L'edifici, tot i que no estava finalitzat, va ser consagrat pel cardenal Langénieux el 6 d'octubre de 1901. El 1907 es va acabar les dues torres que flanquegen la façana. La creu i la corona sobre la cúpula es van instal·lar el 1923 i van ser daurats cinc anys després.
L'església va rebre el títol de basílica menor el 1926.
Els danys deguts al mal temps van ser la causa d'una restauració integral en els primers anys del segle xxi. En particular, els mosaics havien patit de filtracions d'humitat. Aquestes obres van durar una dècada i un cost de deu milions d'euros.
La decoració exterior de la façana va ser reforçada per taller de mosaics romans del Pare Ivan Rupnik, un jesuïta eslovè que es van inaugurar 8 desembre 2007.

## Arquitectura
L'arquitecte escollit, Léopold Hardy, va haver de tenir en compte les múltiples restriccions, i, en particular, no enfosquir la Basílica de la Immaculada Concepció.

### La plaça
Cap a l'exterior, la basílica s'obre a una àmplia esplanada (anomenada «Esplanada del Rosari»), que pot reunir uns 80.000 visitants, emmarcat per dues rampes de mig punt sostinguts per arcs d'estructures per arribar a la basílica la Immaculada Concepció, que es troba més amunt, així com escales a banda i banda de la part davantera de la basílica inferior.
Les rampes d'accés a la basílica superior, les arcades i les escales van ser fetes d'acord amb els plans de Jean-Marie Lacrampe, arquitecte de la ciutat de Lorda. Rampes, escales i arcs estan disposades simètricament respecte a l'esplanada; però si les arcades ubicades al costat del Gave estan obertes a la circulació de fidels que acudeixen a la font, a la cova o a les piscines, les del costat oposat (cap a les muntanyes) envolten tres capelles semicirculars en forma d'absis excavades en cul-de-forn a la roca. Aquestes capelles van ser assignats al culte després de la basílica. L'església més propera està dedicada a nostra Senyora de Guadalupe, que evoca el lloc marià més important d'Amèrica. La segona està dedicada a Santa Bernadette i està decorada amb un gran mosaic sobre fons daurat, dissenyat per Edgar Maxence ; Bernadette està representat en companyia d'altres pastores sagrats: Santa Solange, Santa Joana d'Arc i Santa Germana Cosin. La tercera està dedicada a Sant Pasqual Bailón ; per la seva gran devoció a l'Eucaristia, el Papa Lleó XIII el va nomenar com a patró dels Congressos Eucarístics el 1897.
Els arcs suporten estàtues que daten de 1910 a 1914, de baix a dalt i de forma simètrica respecte a l'eix: Pere i Pau, Martí i Remigi, Lluís de Montfort i Vicenç de Paül, Anna i Joaquim, Jacint i Bernat i, finalment, Joan Baptista i Joan l'Apòstol

### L'església

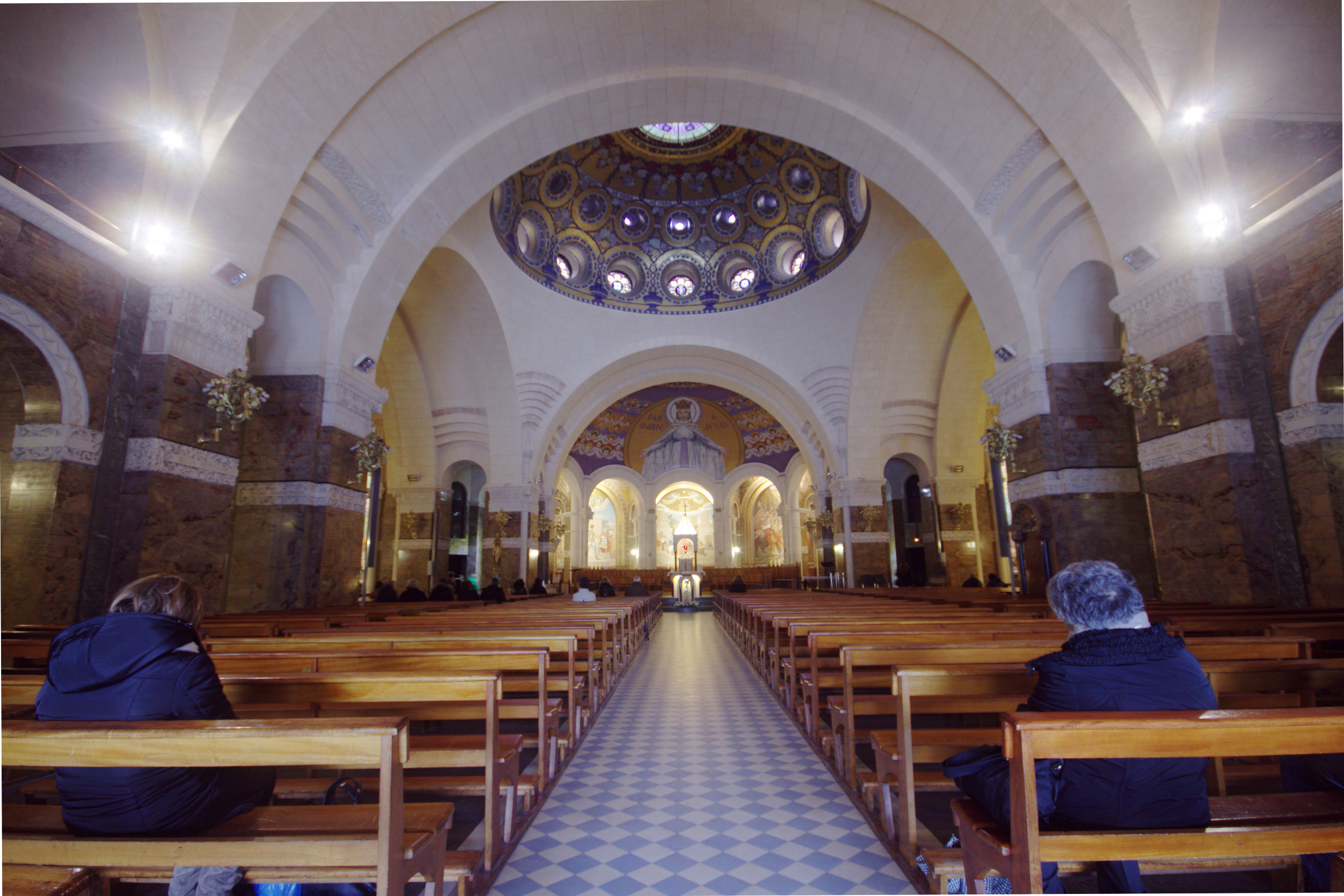
Nau i cor de la basílica

D'estil romà d'Orient, el seu pla és en la forma de creu grega i té capacitat per a 1500 fidels .
Al voltant de la cúpula central, tots dos braços del transsepte i del cor tene cada un cinc capelles decorades amb mosaics realitzats per Giandomenico Facchina, participar en l'esmalt Briare, ajudant a meditar quinze misteris del Rosari (en concret misteris de goig, dolorosos, gloriosos), atrets per set artistes diferents en un espai de tretze anys; estils són per tant molt diferents un de l'altre:
- Capelles del transsepte esquerre, el costat nau al costat cor:

Els Misteris de Goig
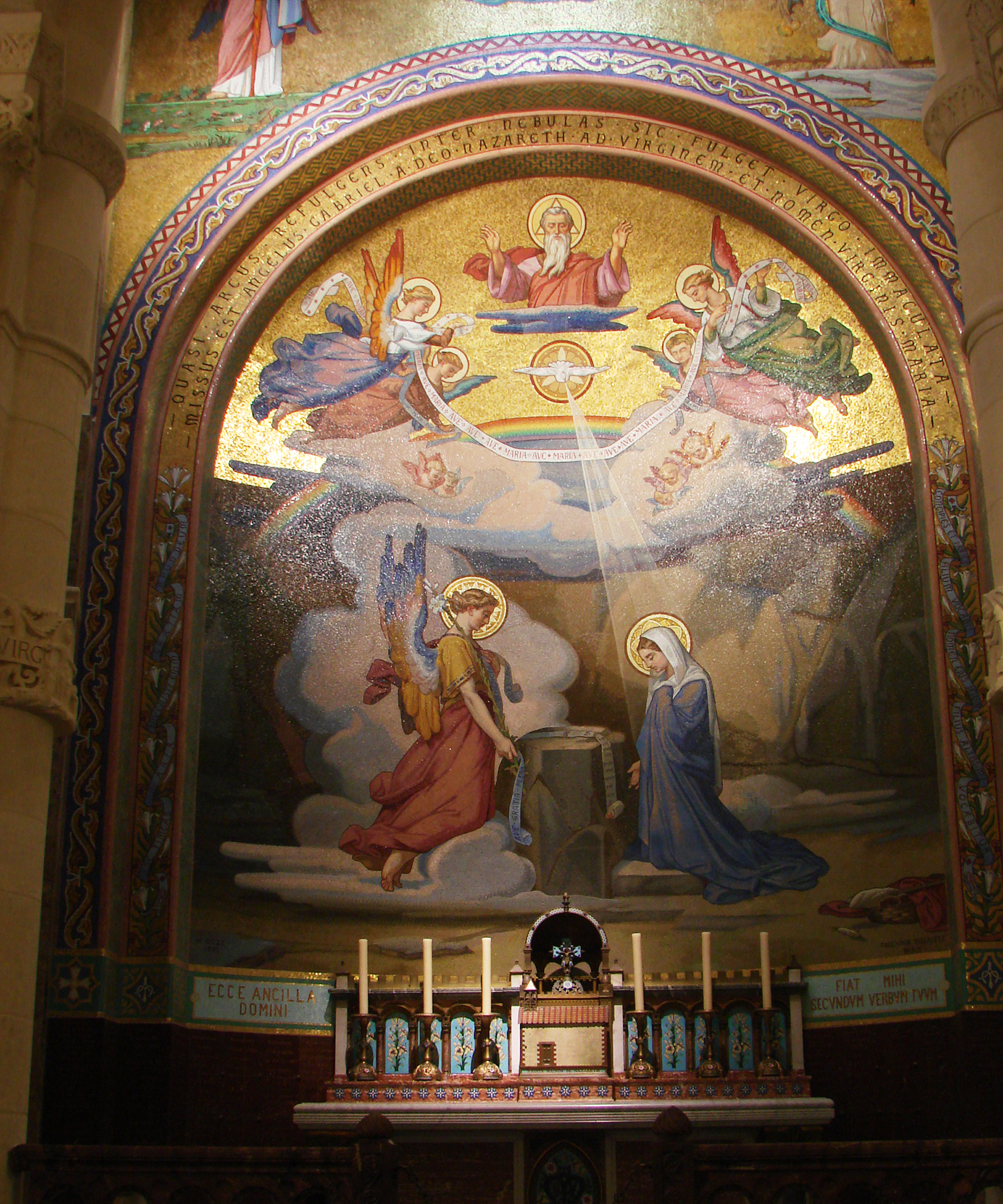
L'Annunciació (Doze, 1896)
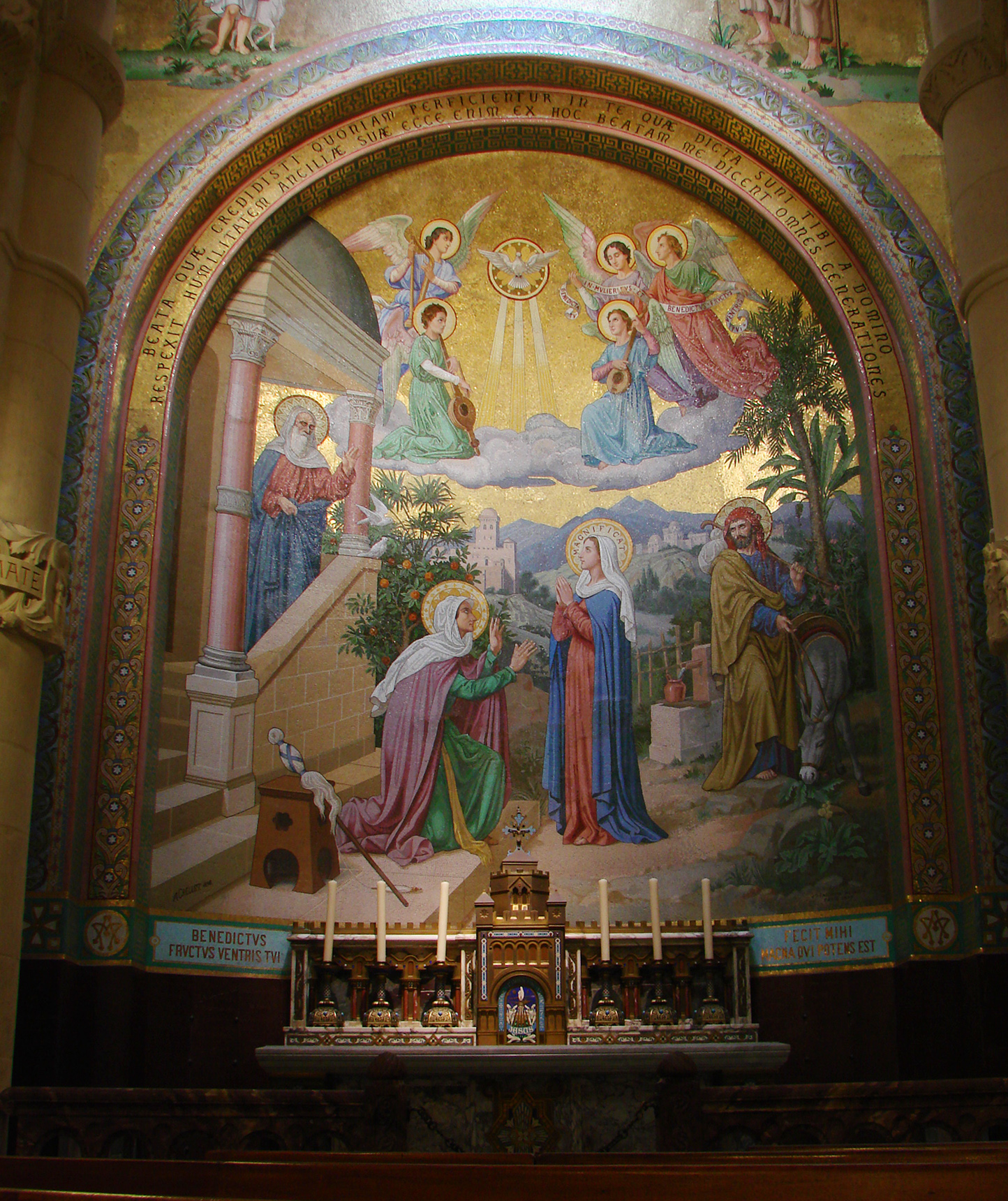
La Visitació (Grellet, 1903)
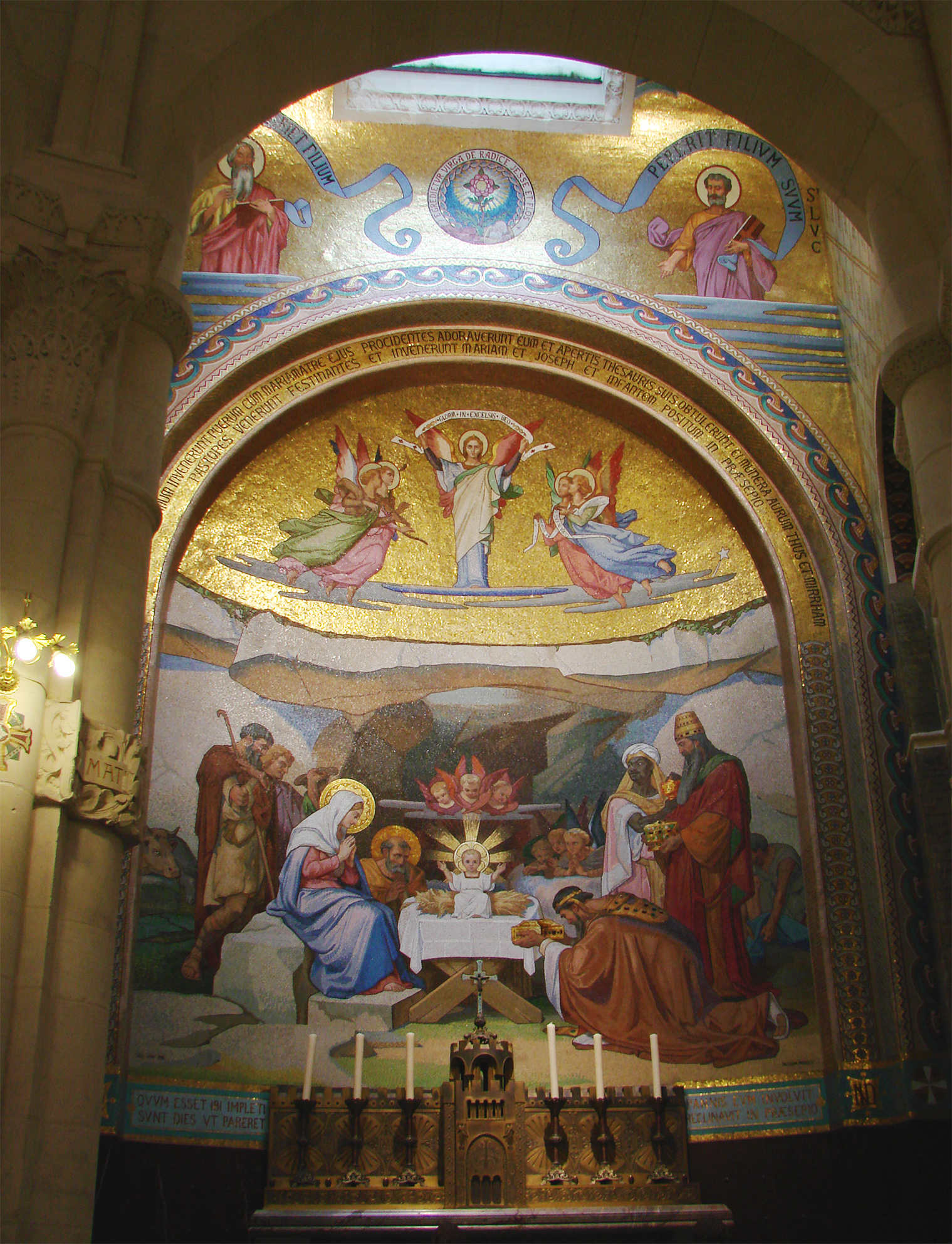
La Nativitat (Doze, 1894)
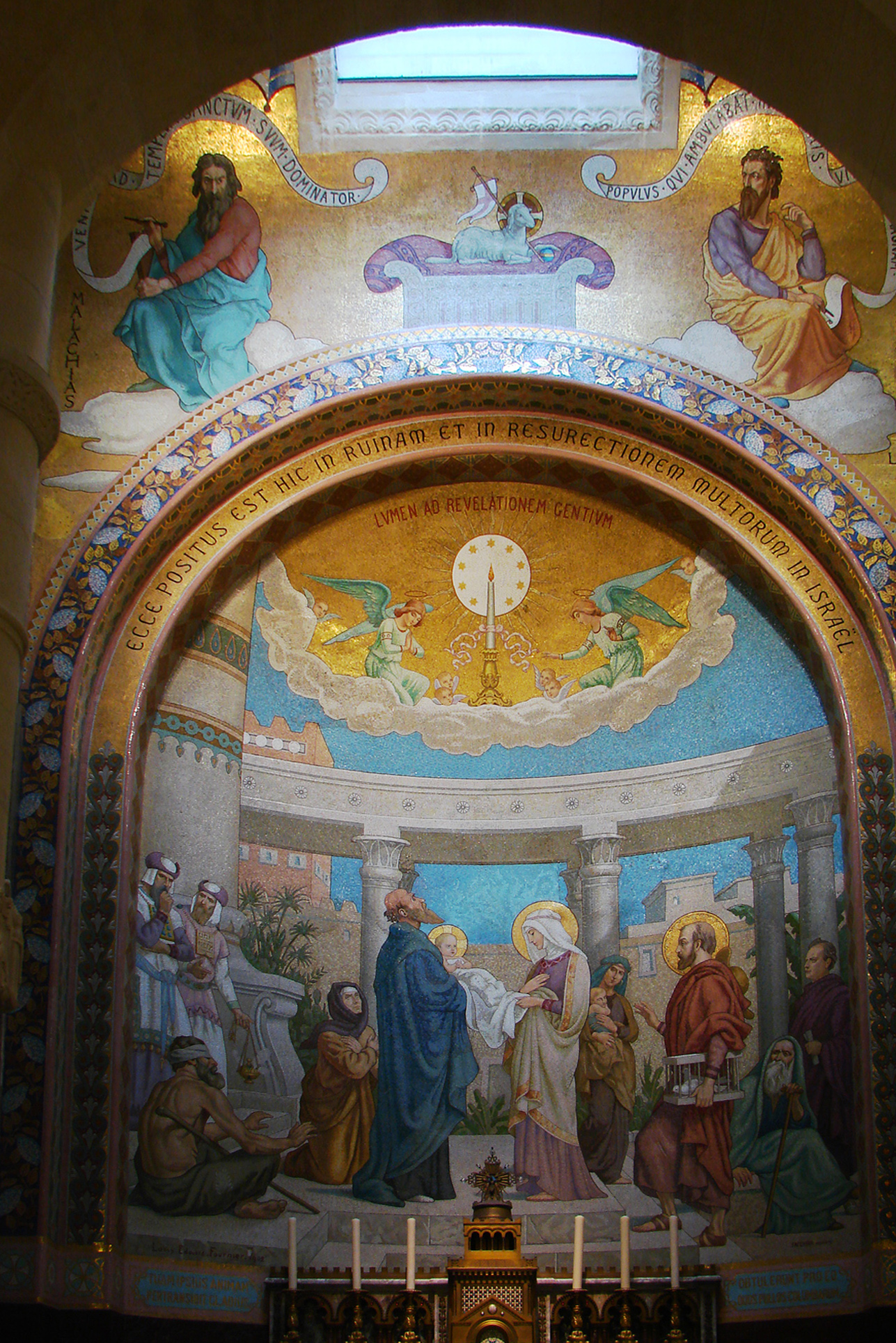
La presentació al Temple (Fournier, 1902)
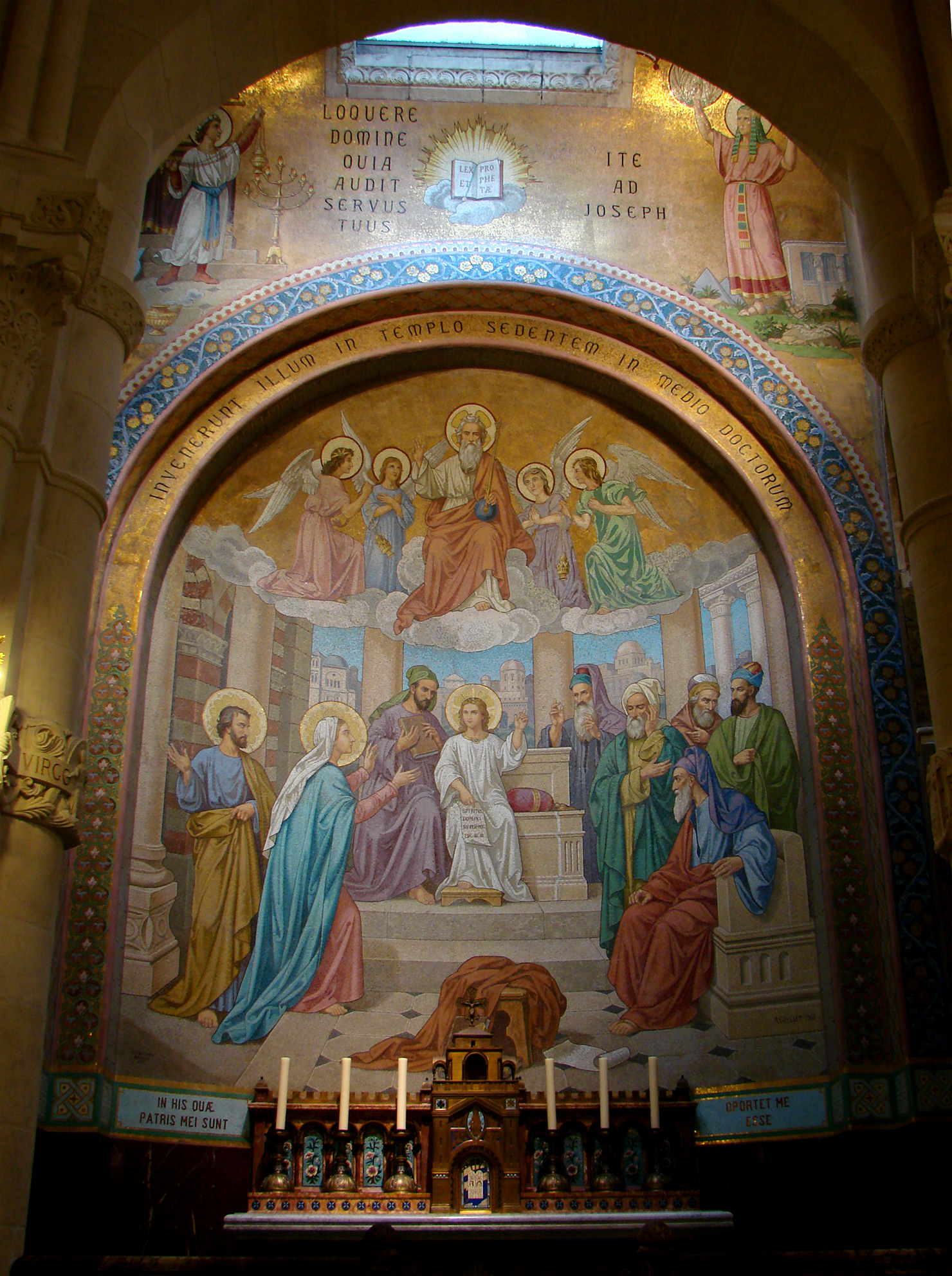
Jesus entre els Doctors (Grellet, 1907)

- Capelles del cor, d'esquerra a dreta:

Els Misteris de Dolor
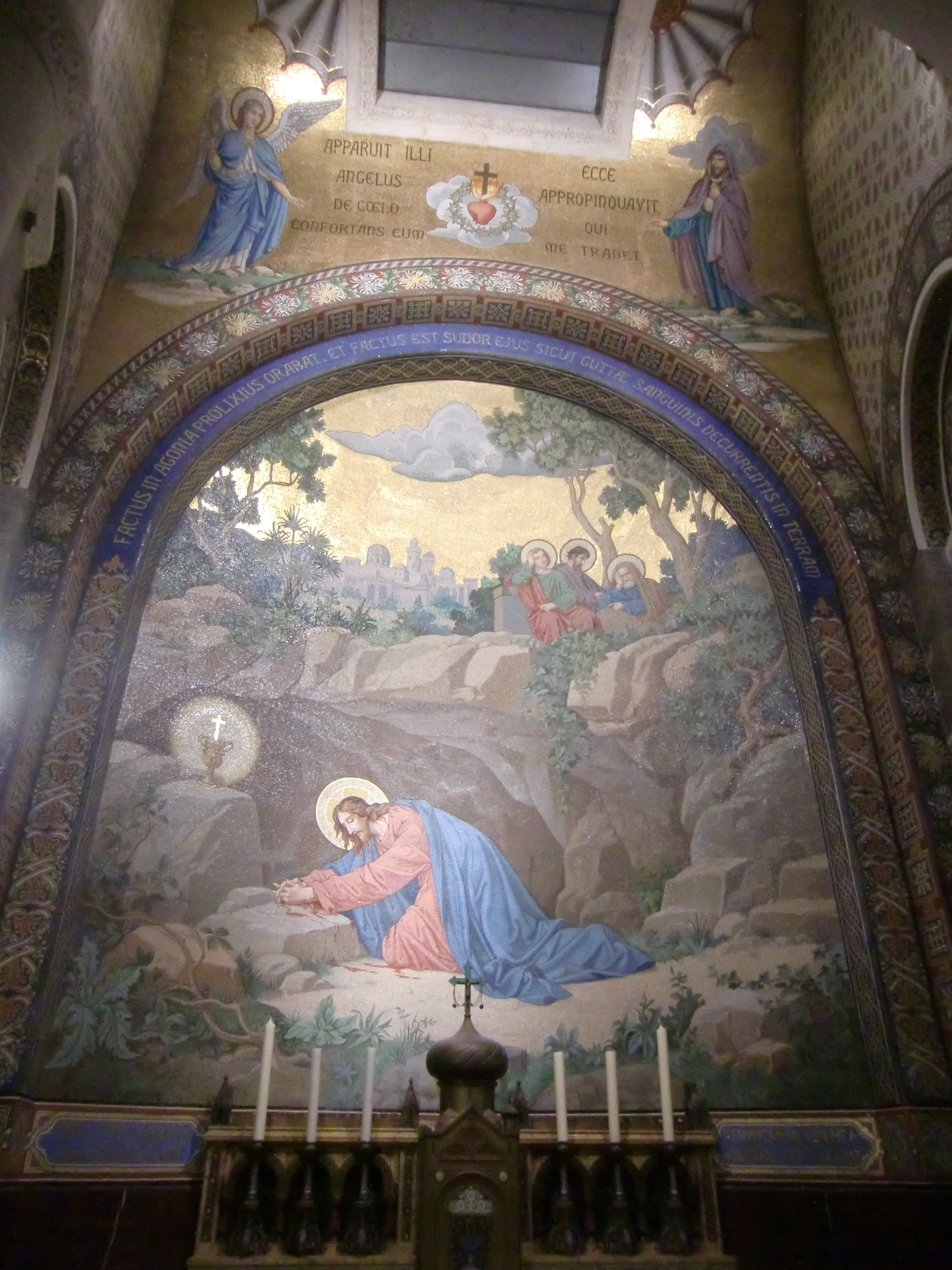
L'agonia a la Muntanya de les Oliveres (Grellet, 1899)
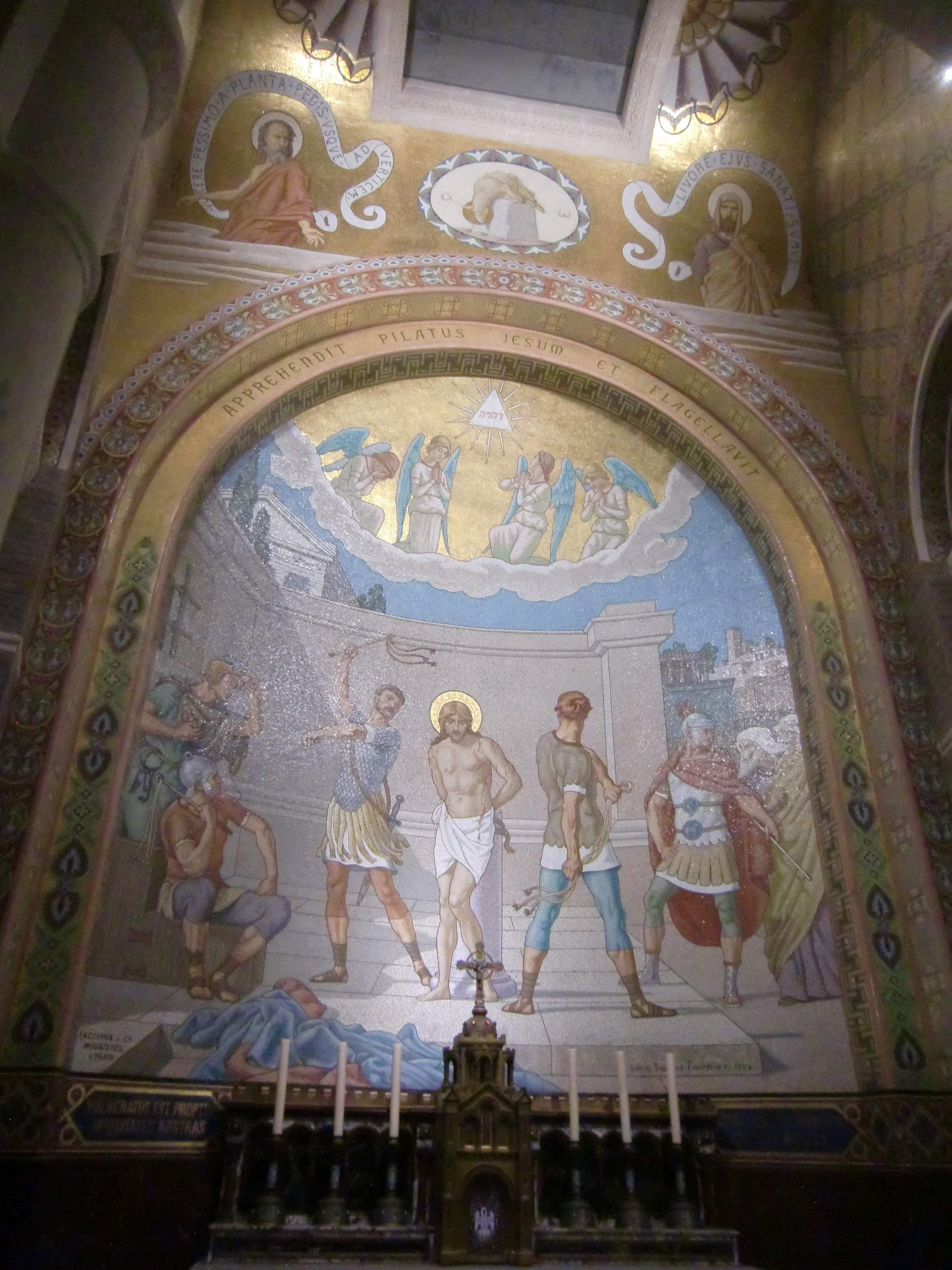
La flagel·lació (Fournier, 1904)
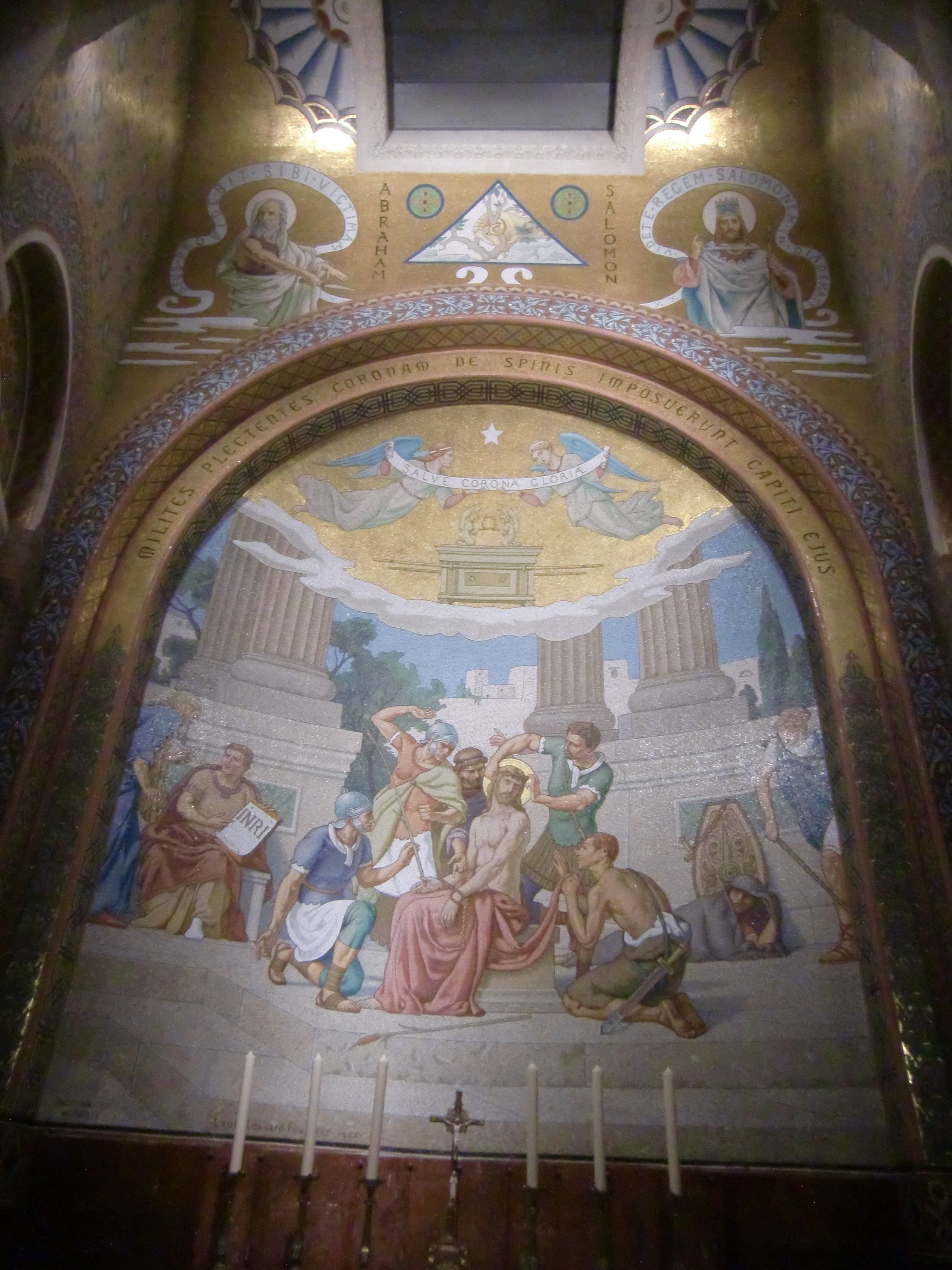
La coronació d'espines (Fournier, 1905)
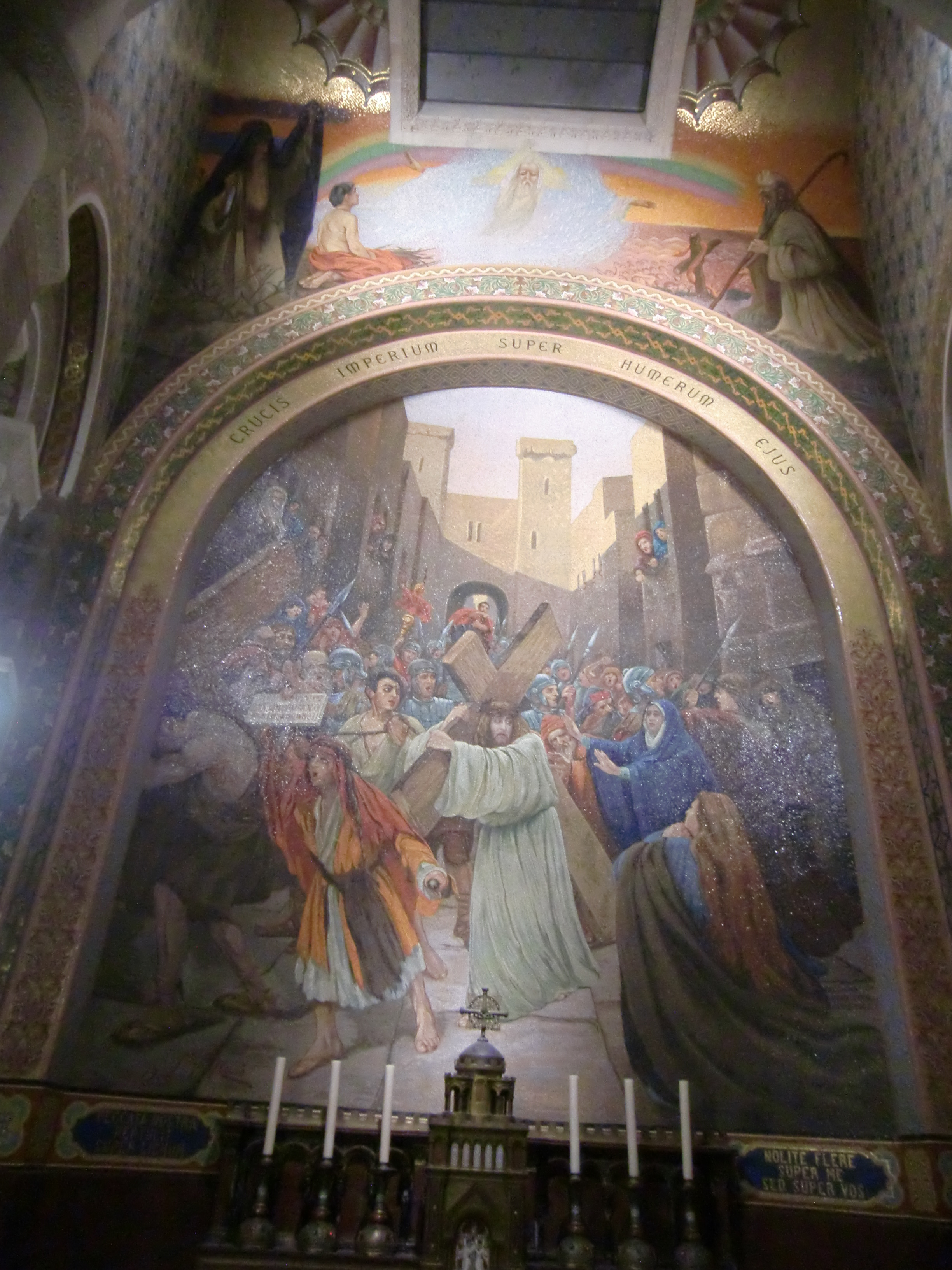
Jesús portant la creu (Maso, 1907
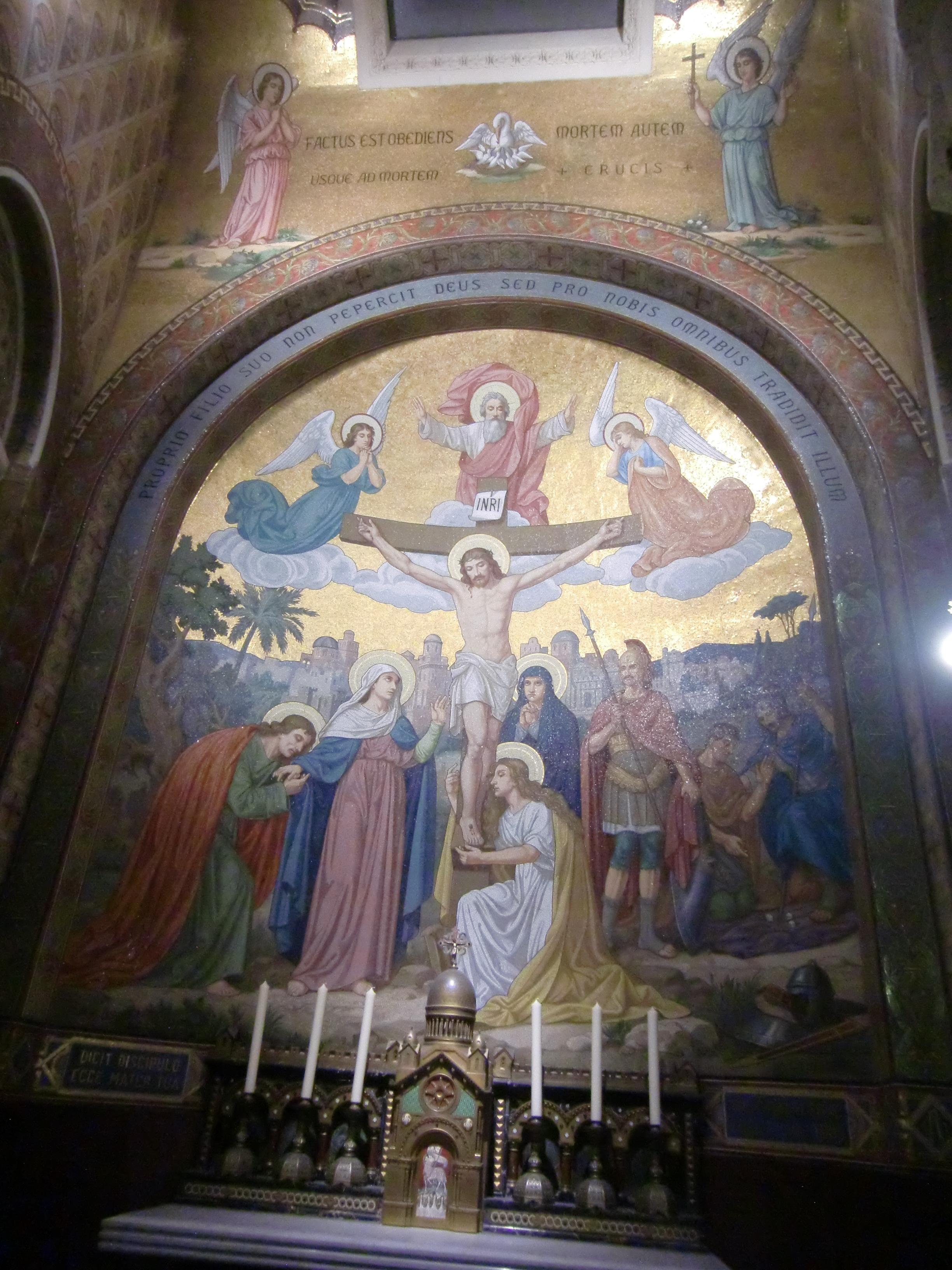
La Crucifixió (Grellet, 1901)

- Braç dret del transsepte, d'esquerra a dreta:

Els Misteris de Glòria
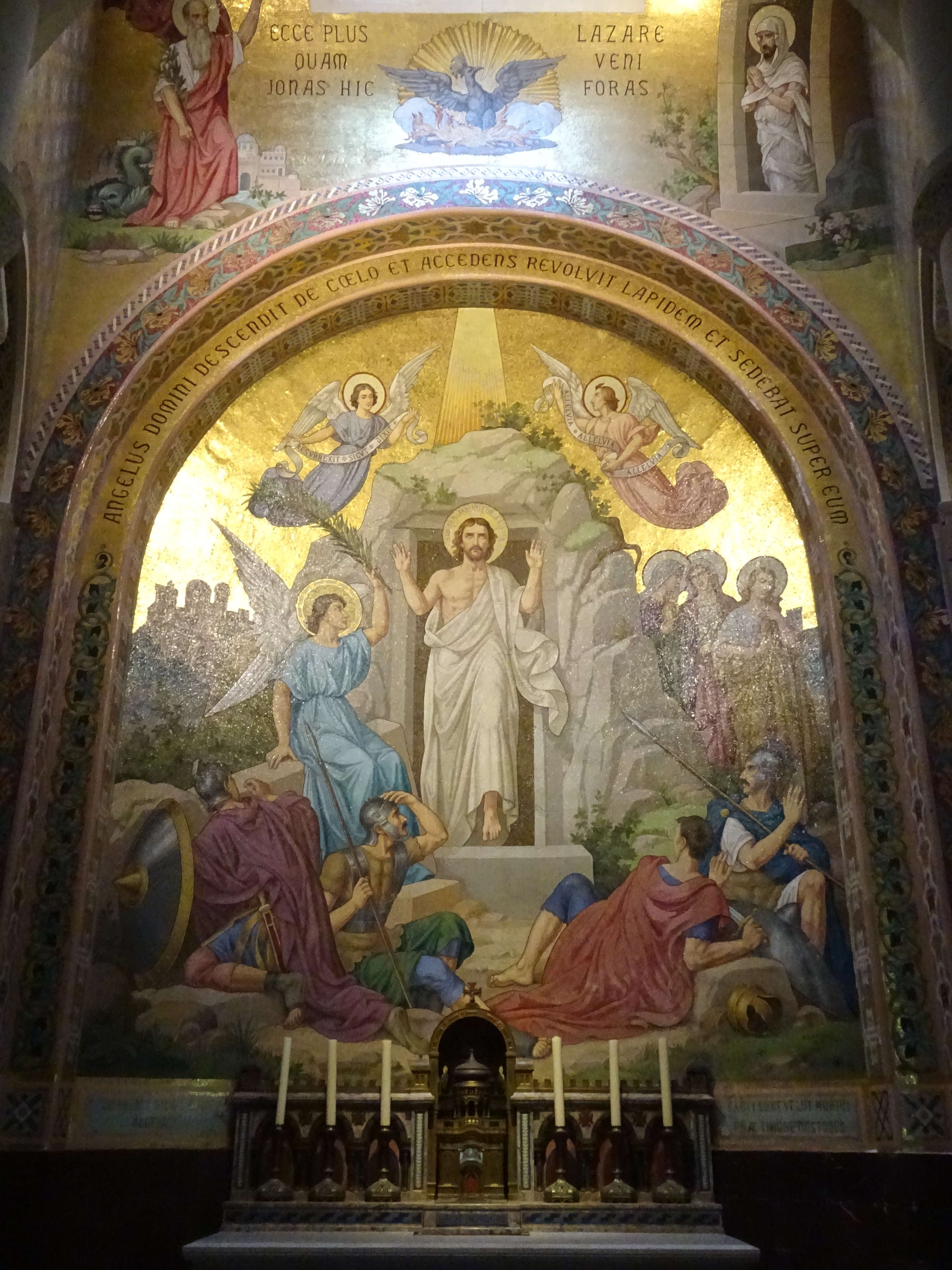
La Resurrecció (Grellet, 1902)
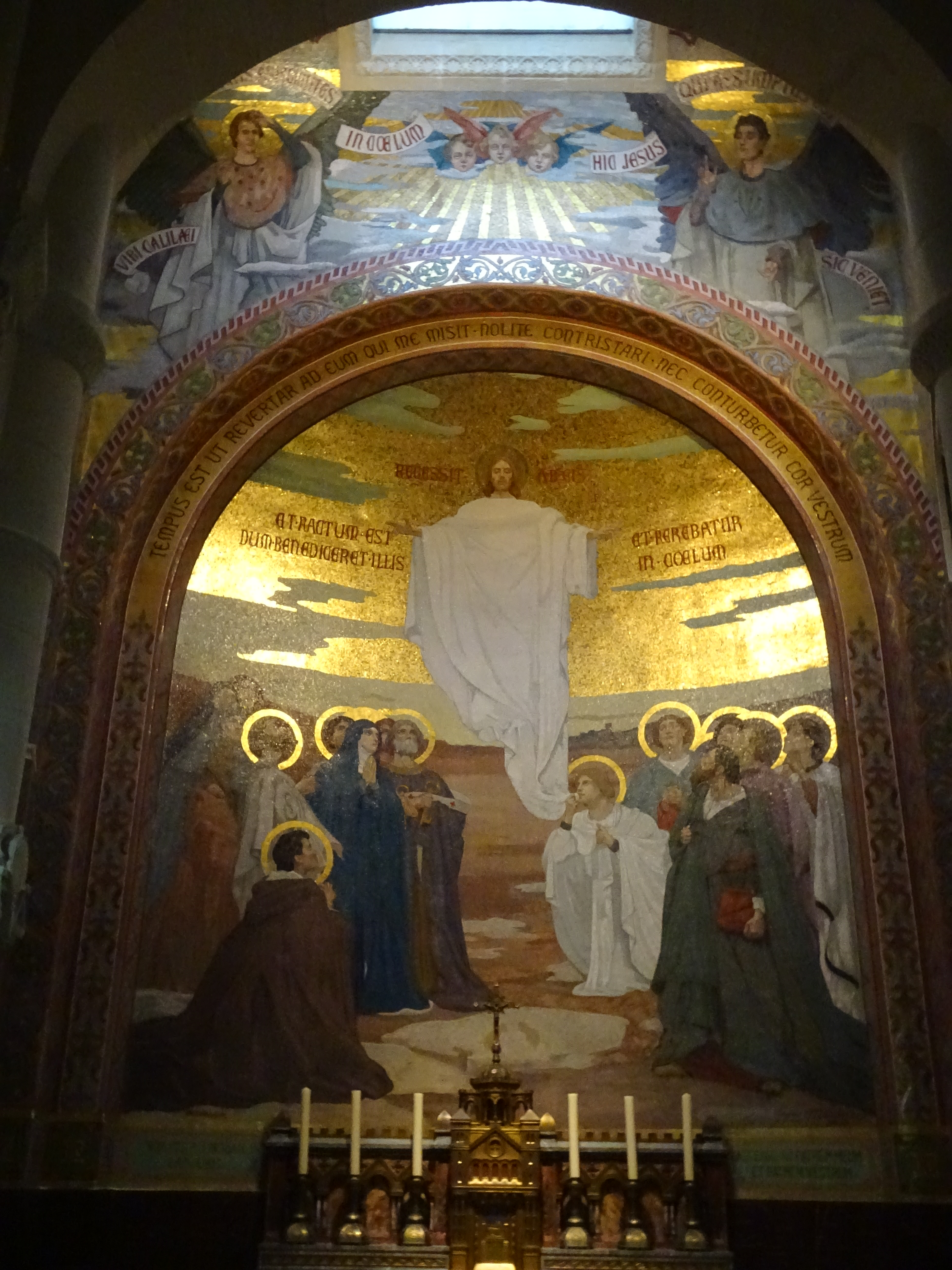
L'Ascensió (Maxence, 1899)
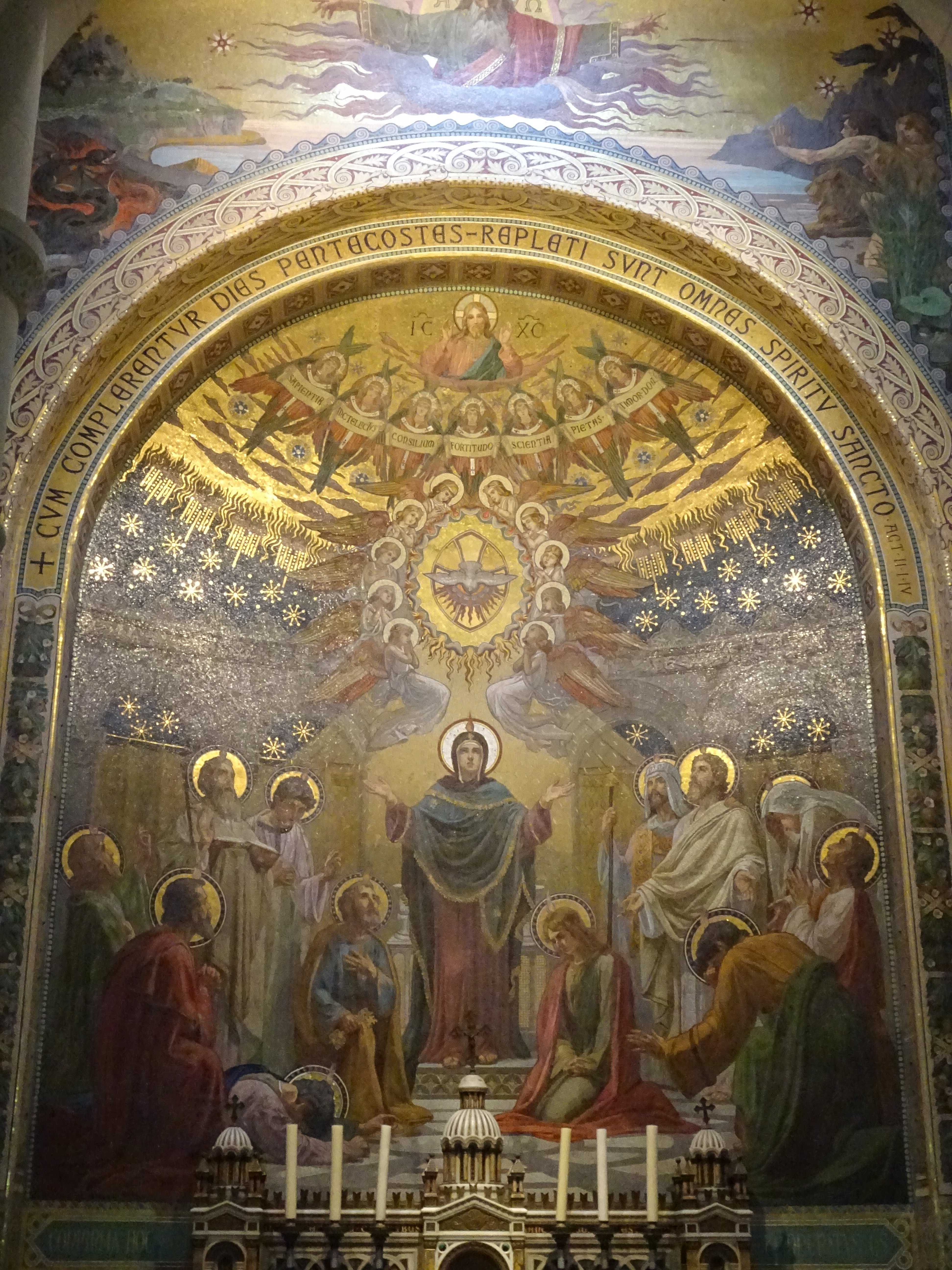
La Pentecosta (Eugenio Cisterna, 1903)
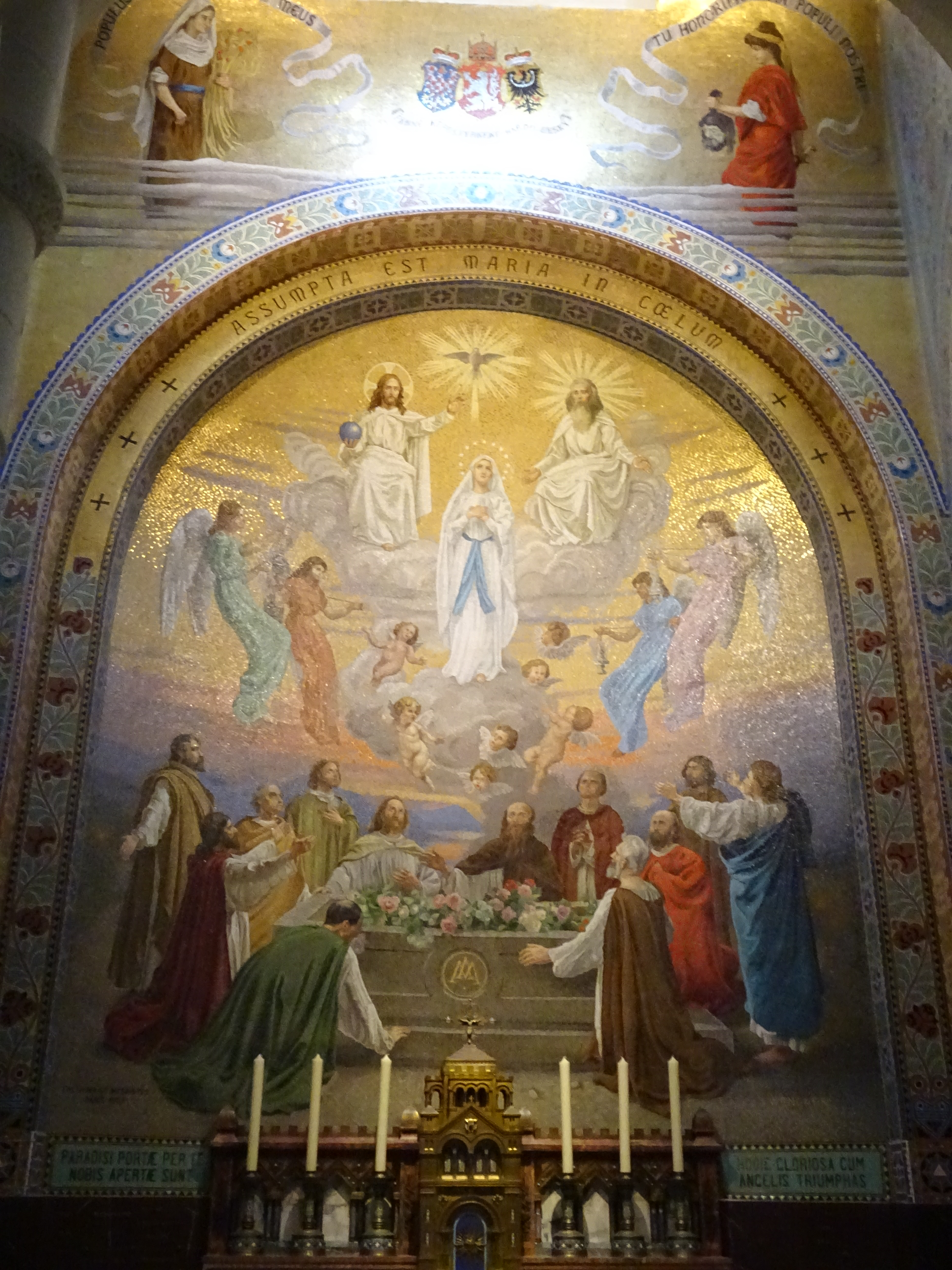
L'Assumpció de la Mare de Déu (Wencker, 1907)
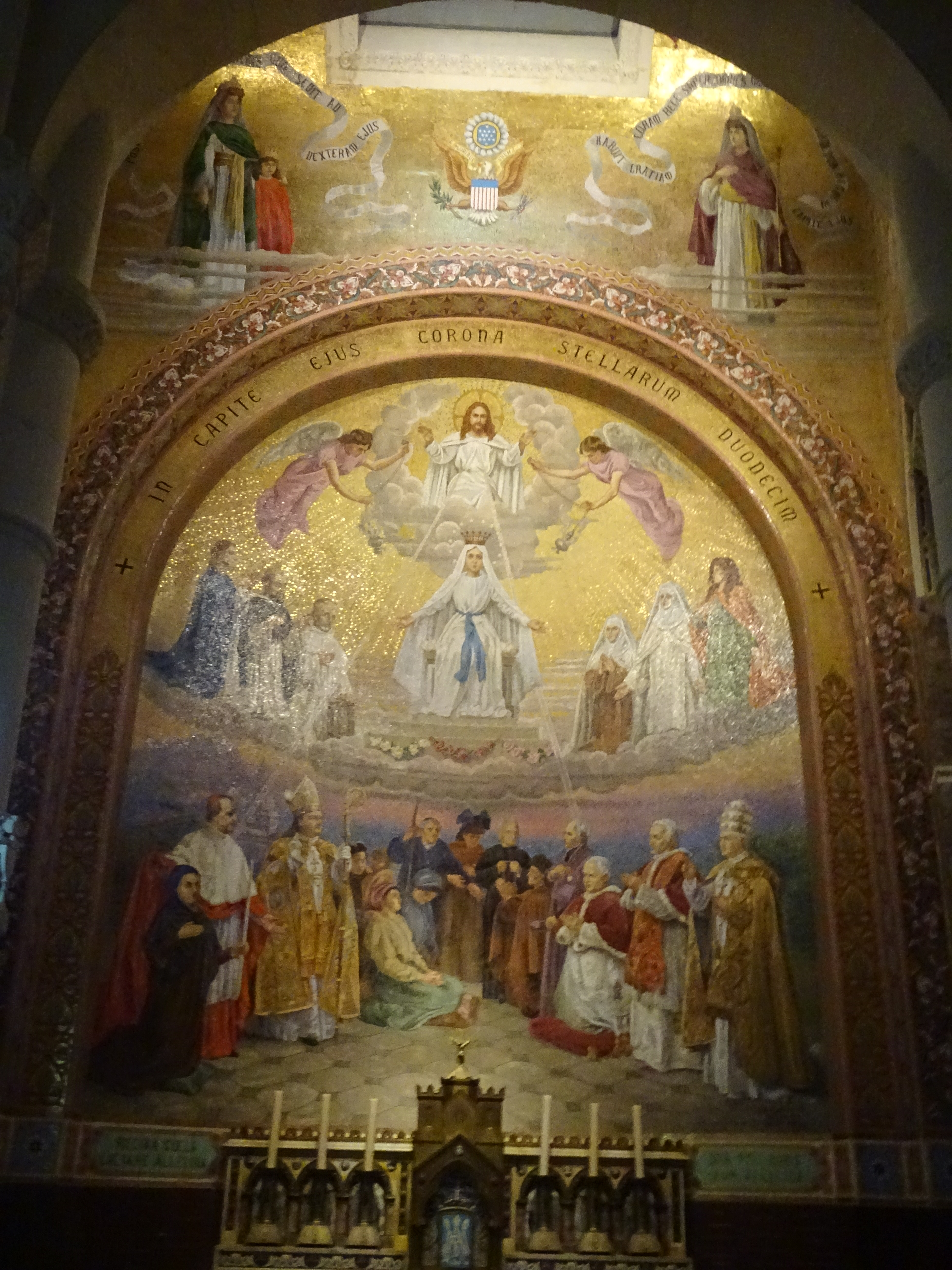
La coronació de la Mare de Déu (Wencker, 1907)

Els misteris lluminosos, que van ser introduïdes pel PapaJoan Pau II en 2003, es troben fora de la basílica i es tradueixen en mosaics molt més estil modern, fets per l'artista eslovè Ivan Rupnik.

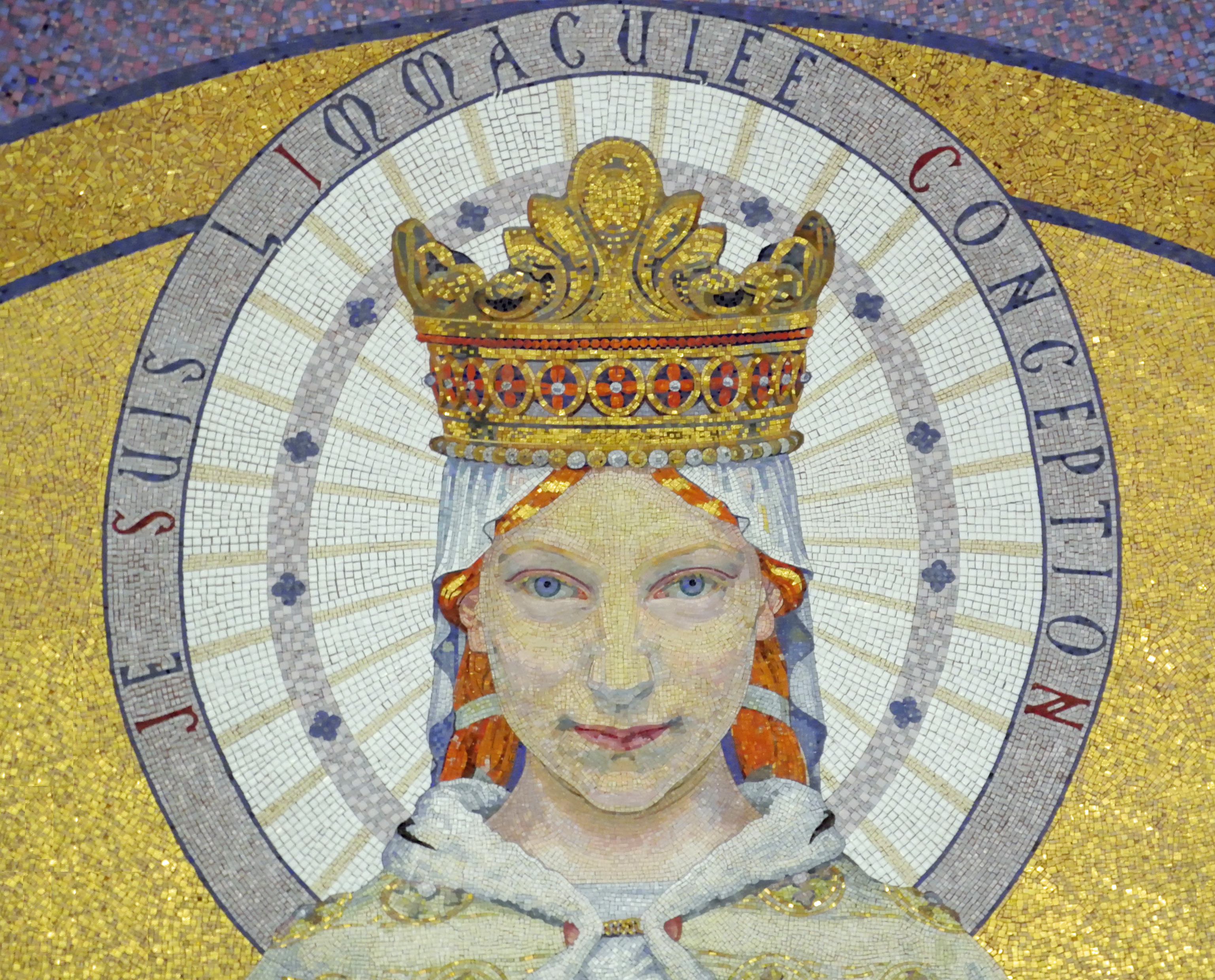
Il·lustració en mosaic de la Mare de Déu (cor de la basílica de Nostra Senyora del Roser)

## L'orgue

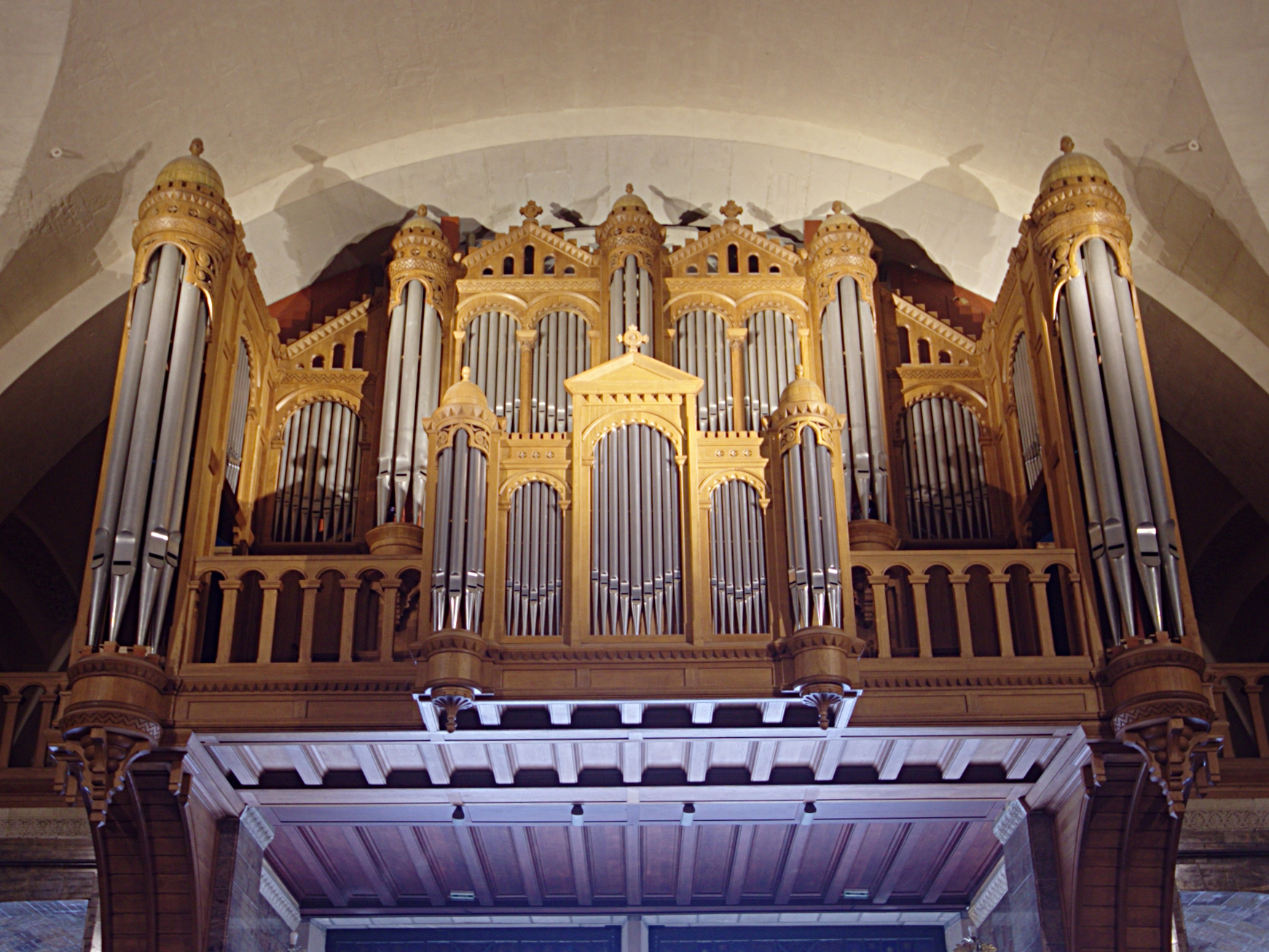
L'orgue

L'òrgan va ser construït el 1897 per Aristide Cavaillé-Coll; el finançament va ser ajudat per unitats organitzades en reparació dels ultratges de la novel·la impia d'Emile Zola anomenada «Lourdes» i va ser inclosa a l'Índex pel Papa Lleó XIII.
L'òrgan va ser modificada posteriorment per un fabricant espanyol (Organeria Española d'Azpeitia) el 1971 i per la companyia Pesce Frères entre 2002 i 2005.
Va ser inaugurat per Charles-Marie Widor el 30 de maig de 1897.
Compta amb tres teclats de 56 notes i pedal de 30 notes amb la transmissió elèctrica.

### Composició
| Gran orgue       |           |
| Montre           | 16'       |
| Bourdon          | 16'       |
| Montre           | 8'        |
| violoncel        | 8'        |
| flauta harmònica | 8'        |
| Bourdon          | 8'        |
| Prestant         | 4'        |
| Quinte           | 2.2/3'    |
| Doublette        | 2'        |
| Fourniture       | IV rangs  |
| címbal           | III rangs |
| bombarda         | 16'       |
| trompeta         | 8'        |
| Clairon          | 4'        |

| expressiva positiu |            |
| Principal          | 8'         |
| Salicional         | 8'         |
| Bourdon            | 8'         |
| Prestant           | 4'         |
| Doublette          | 2'         |
| Plein-jeu          | IV-V rangs |
| Nazard             | 2.2/3'     |
| Tierce             | 1.3/5'     |
| flautí             | 1'         |
| Fagot, oboè        | 8'         |
| clarinet           | 8'         |
| Trémolo            |            |

| Récit expressiu    |         |
| Quintaton          | 16'     |
| flauta travessera  | 8'      |
| Cor de nuit        | 8'      |
| Gambe              | 8'      |
| Voix céleste       | 8'      |
| Flûte octaviante   | 4'      |
| Octavin            | 2'      |
| Corneta            | V rangs |
| trompeta harmònica | 8'      |
| veu humana         | 8'      |
| corneta harmònica  | 4'      |
| Trémolo            |         |

| Pedal    |     |
| flauta   | 16' |
| Soubasse | 16' |
| Basse    | 8'  |
| Bourdon  | 8'  |
| bombarda | 16' |
| trompeta | 8'  |